# Хаммерль, Ласло
Ла́сло Ха́ммерль (венг. Hammerl László; 15 февраля 1942, Будапешт — 3 мая 2024, Будапешт) — венгерский спортивный стрелок, олимпийский чемпион 1964 года в стрельбе из малокалиберной винтовки лёжа, обладатель серебряной и бронзовой олимпийских медалей 1964 и 1968 годов. Всего Хаммерль участвовал в четырёх Олимпиадах.
В Токийской Олимпиаде 1964 года Хаммерлю, бывшему на тот момент студентом, удалось вырваться в лидеры зачёта по стрельбе в положении лёжа только по итогам последней серии. Его отрыв от ближайшего преследователя — американца Лоне Уиггера — составил всего лишь 1 очко, которое и определило его чемпионский титул. В этом сегменте стрельба была завершена с поочерёдным установлением нового мирового рекорда. Однако в стрельбе с трёх позиций Хаммерль уже уступил американцу, а также болгарину Величко Величкову и удостоился бронзы.
Хаммерль в 1968 году получил медицинское образование в столичном университете Semmelweis Egyetem, а в 1973 году получил специальность отоларинголога. В 1996 году он поселился в Новой Зеландии, где стал тренировать местную команду стрелков. Через три года он вернулся на родину, чтобы возглавить венгерскую сборную в качестве тренера. В 2004 году назван спортсменом нации (:hu).
Был женат на Еве Фориан (род. 1960), выступавшей за сборную Венгрии по стрельбе на 4 Олимпиадах (1980, 1988, 1992 и 1996).
Умер 3 мая 2024 года в Будапеште в возрасте 82 лет.